# Monte San Vito (Umbrien)
Monte San Vito ist eine Fraktion (italienisch frazione) der italienischen Gemeinde Scheggino in der Provinz Perugia, Region Umbrien.

## Geografie
Der Ort liegt etwa 4 km südlich des Hauptortes Scheggino und etwa 60 km südöstlich der Provinz- und Regionalhauptstadt Perugia. Der Ort ist der höchstgelegene Ortsteil der Gemeinde Scheggino und liegt bei 926 m s.l.m. Er hatte 2001 neun Einwohner. 2011 waren es zwölf Einwohner. Nächstgelegener Ort ist Civitella, etwa 1,5 km westlich gelegen, ebenfalls Ortsteil von Scheggino. Die von hier kommende Straße endet kurz hinter Monte San Vito. Der Fluss Nera fließt etwa 2,5 km westlich des Ortes.

## Geschichte
Der Ort entstand wahrscheinlich im 12. Jahrhundert als Teil des Wehrsystems der Abtei Abbazia di San Pietro in Valle (heute Teil der Gemeinde Ferentillo). Zwischen 1361 und 1490 gehörte der Ort zu Spoleto, danach erlangte er Eigenständigkeit. Ab 1827 war der Ort Sant’Anatolia di Narco zugehörig und ab 1895 gehörte Monte San Vito zu Scheggino.

## Sehenswürdigkeiten
- San Michele Arcangelo, Kirche im Ortskern, die zum Erzbistum Spoleto-Norcia gehört und im 12. Jahrhundert entstand.[4]
- Santa Maria, Kirche am Ortsrand, die im 16. Jahrhundert über der romanischen Kirche San Leonardo entstand und deren Mauerreste noch teilweise an der Apsis vorhanden sind. Enthält im Inneren das Fresko Madonna del Rosario aus dem Jahr 1630.[4]

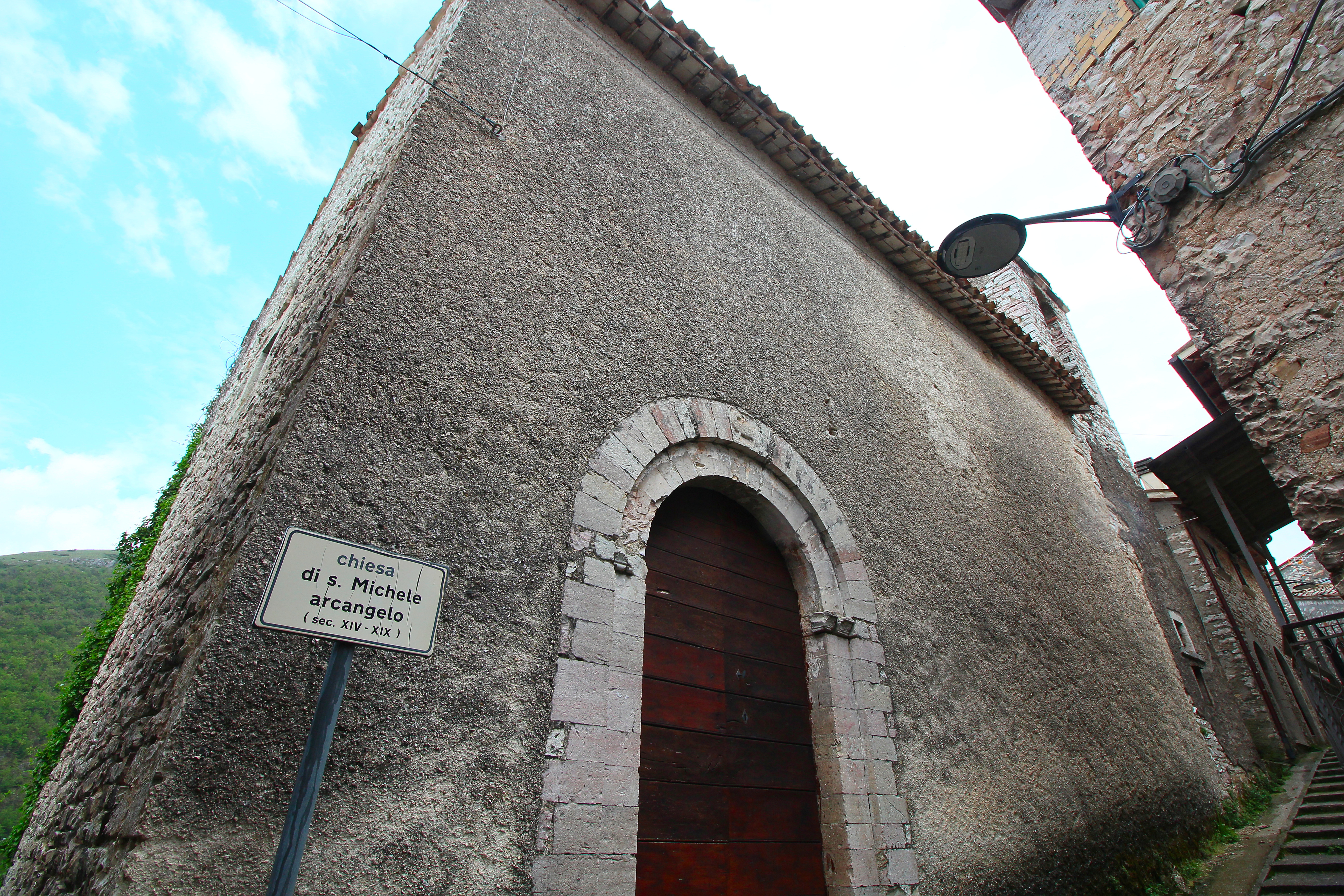
Die Kirche San Michele Arcangelo
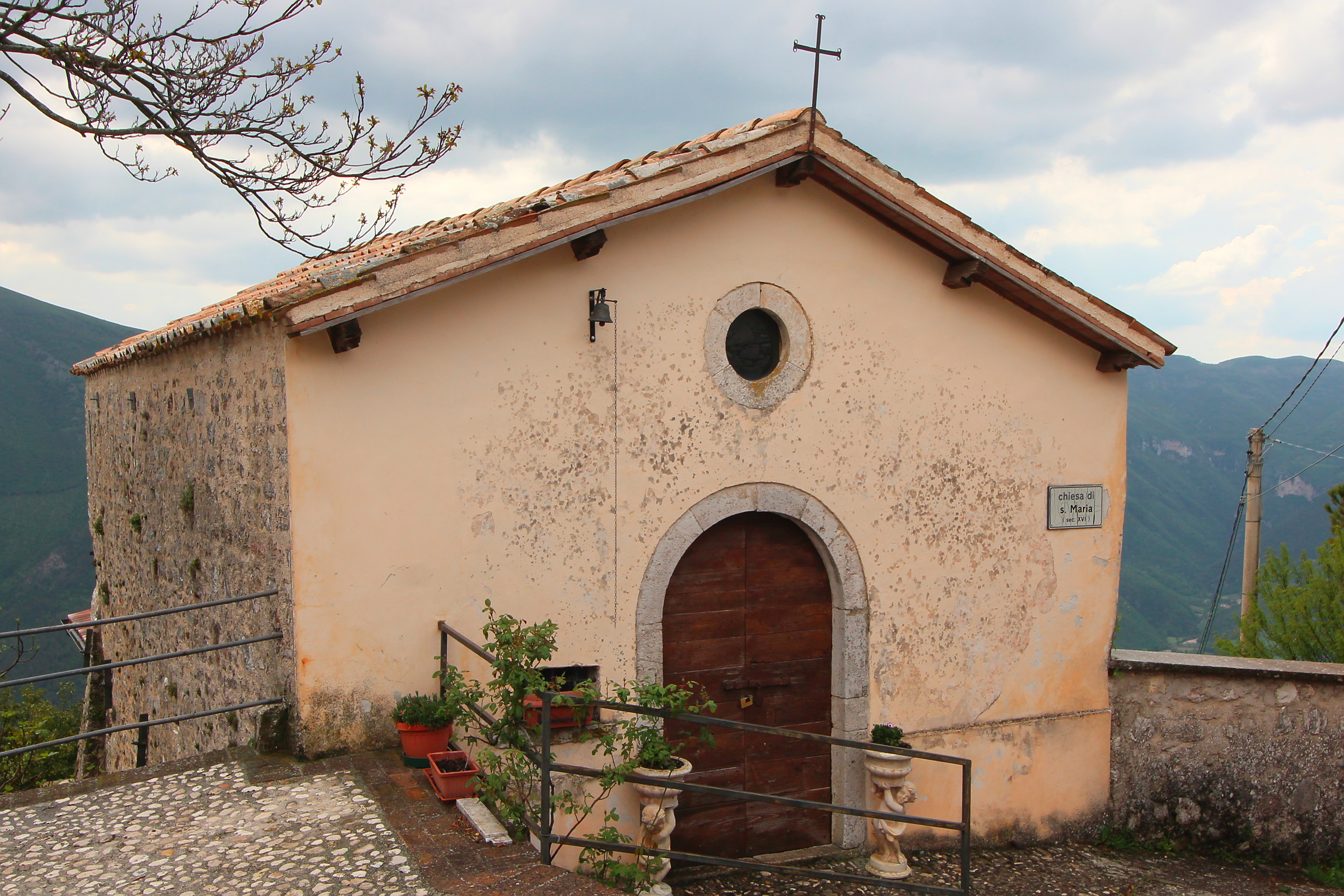
Die Kirche Santa Maria
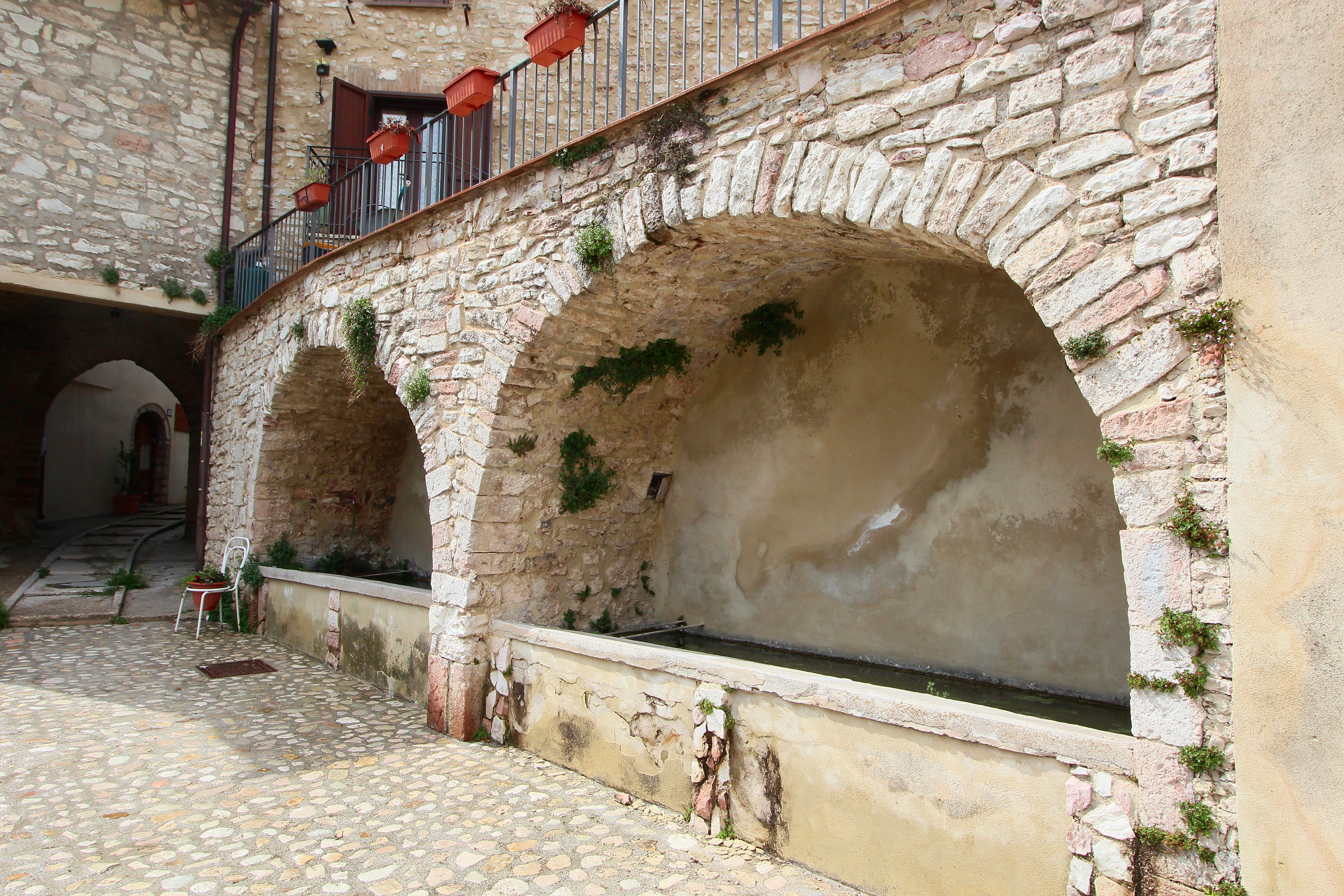
Brunnen im Ortskern